# Moulin de Pomméniac
Le moulin de Pomméniac est un moulin à vent situé en région Bretagne, dans le département d'Ille-et-Vilaine, au sud de la commune de Bain-de-Bretagne au lieudit Pomméniac.
C'est un moulin de type tour cylindrique. Il se trouve sur une colline à environ 73 mètres d'altitude.

## Historique

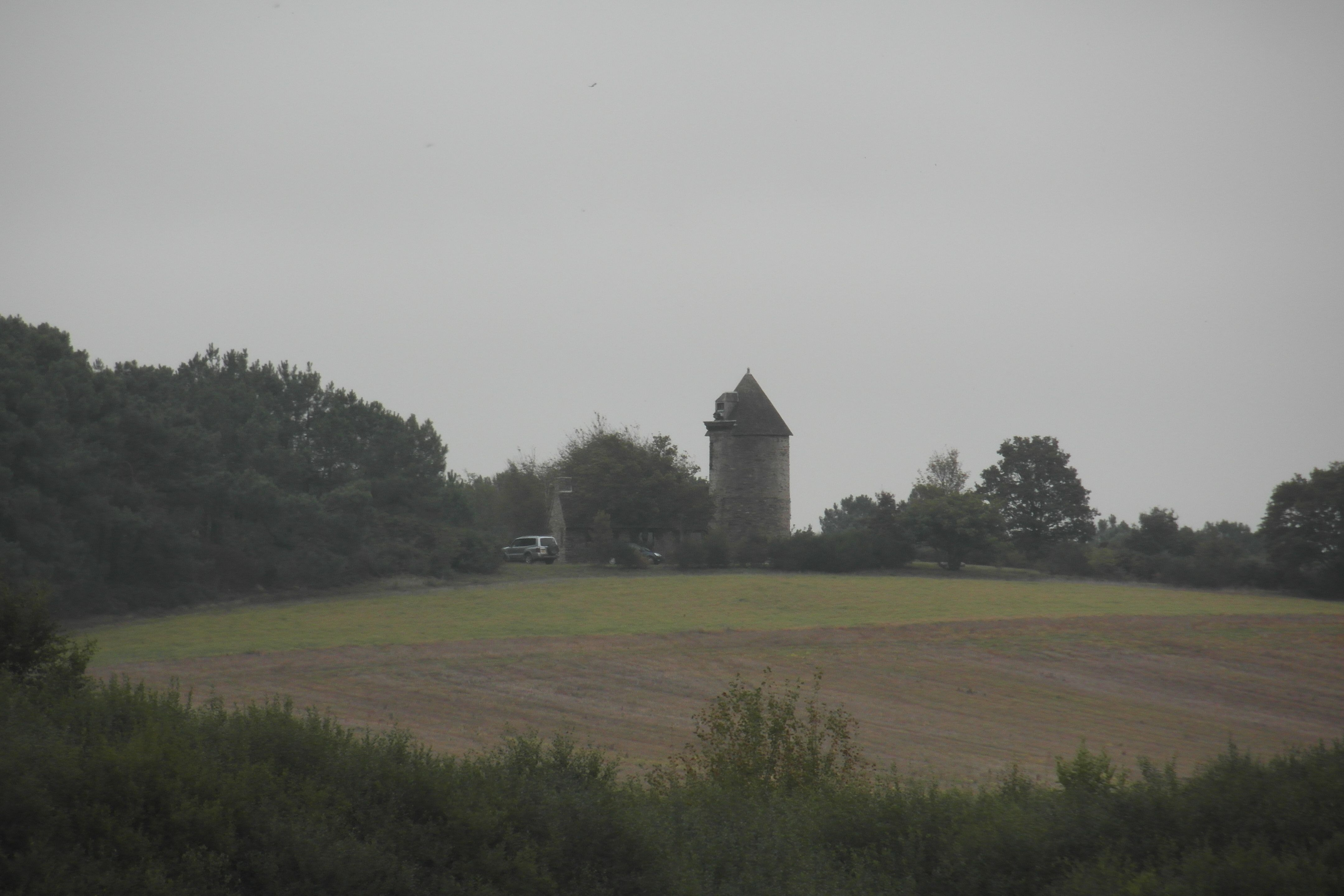
Vue de la situation du moulin.

Il est déjà présent sur le premier cadastre local en 1837.
Le dernier meunier, M. Piton, a arrêté son activité en 1925. Ses ailes et ses meules ont été retirées.
Le monument fait l’objet d’une inscription au titre des monuments historiques depuis le 24 mai 1974.